# Elgeco Plus Football Club
L'Elgeco Plus est un club de football malgache basé à Antananarivo.

## Histoire
L'Elgeco plus est fondé par Alfred Andriamanampisoa et Gérard Rajaonarison Mahatehotia en 1948[réf. souhaitée] à Antananarivo sous le nom d'Association Sportive Saint-Michel Elgeco Plus. Il compte huit  titres nationaux à son palmarès : deux titres de champion, décrochés dans les années 1970 et six Coupes de Madagascar. Il termine vice-champion à plusieurs reprises durant les années 2010 (en 2013, 2016 et 2017 et 2024) toujours derrière la formation de CNAPS Sport. Mais en 2024, final perdu face au Disciple FC du Vakinakaratra.
Au niveau international, il réussit à passer un tour à seulement deux reprises, lors de la Coupe des clubs champions africains 1972 et lors de la Coupe de la confédération 2018-2019,2022,2023,2024
En 2019, le club change de nom en gardant que le nom d'Elgeco Plus, à l'occasion de la professionnalisation du championnat de Madagascar de football.

## Palmarès
- Championnat de Madagascar (2)
  - Champion : 1971, 1978
  - Finaliste en 2024 face à Disciple FC

- Coupe de Madagascar (1) Saint Michel,(6) ELGECO PLUS.
  - Vainqueur : 1980, 2013, 2014, 2018,2022,2023,2024
  - Finaliste : 2015,